# Verkehrsrundschau
Die Verkehrsrundschau (Eigenschreibweise VerkehrsRundschau, ehemals Verkehrs-Rundschau) ist ein Fachmagazin für Güterverkehr und Logistik des Verlags Heinrich Vogel aus der Fachverlagsgruppe Tecvia. Das Magazin behandelt Themen aller Verkehrsträger, d. h. Güterkraftverkehr, Schienengüterverkehr, Binnenschifffahrt, Seeschifffahrt sowie Luftfracht. 
Zur Marke gehören außerdem eine Internetpräsenz, ein täglicher Newsletter, eine Veranstaltungsakademie, Sonderpublikationen, ein Buchprogramm sowie das Online-Profi-Portal verkehrsrundschau-plus.de. 

## Geschichte
Im Oktober 1946 brachte der Verleger Heinrich Vogel die erste Ausgabe der Verkehrsrundschau heraus.